# Бенгоэчеа, Пабло Хавьер
Па́бло Хавье́р Бенгоэче́а Ду́тра (исп. Pablo Javier Bengoechea Dutra; род. 27 июня 1965, Ривера) — уругвайский футболист, бывший полузащитник сборной Уругвая и таких клубов, как «Пеньяроль» и «Севилья». Двукратный победитель Кубка Америки, в настоящее время — тренер.

## Биография
Пабло Бенгоэчеа родился 27 июня 1965 года в Ривере. Профессиональную карьеру футболиста начал в 1985 году в «Монтевидео Уондерерс». В 1987 году перешёл в испанскую «Севилью», где за пять лет провёл в 135 матчей, забив 26 голов. В 1992 году недолго выступал за «Химнасию» из Ла-Платы.
После перехода в «Пеньяроль» в 1993 году Бенгоэчеа семь раз выигрывал чемпионат Уругвая, в 1997 году стал лучшим бомбардиром первенства страны. В общей сложности «Профессор» забил 300 голов в различных турнирах.
Бенгоэчеа — один из лучших уругвайских футболистов 1980—1990-х годов. С 1986 по 1997 год он выступал за сборную Уругвая, с которой дважды выиграл Кубок Америки, а также участвовал в континентальном первенстве 1989 года и на чемпионате мира 1990 года. На итальянском чемпионате мира отметился голом в ворота Бельгии.
В финале Кубка Америки 1987 года Пабло Бенгоэчеа забил на «Монументале» единственный и победный гол в ворота сборной Чили. В 1995 году он сравнял счёт в финале домашнего Кубка Америки, где Уругваю противостояли действующие чемпионы мира бразильцы. В результате тот турнир «селесте» выиграла в серии пенальти, в которой Бенгоэчеа также был точен. В 1990-е годы был капитаном сборной.
В 2005 году Бенгоэчеа начал тренерскую карьеру. Впервые самостоятельно возглавил команду в 2014 году, будучи назначенным на должность главного тренера сборной Перу. В 2015—2016 годах работал с «Пеньяролем». С 2017 года руководит «Альянсой Лима», которую в первый же год привёл к победе в чемпионате Перу.

## Титулы и достижения
В качестве игрока
- Чемпион Уругвая (7): 1993, 1994, 1995, 1996, 1997, 1999, 2003
- Финалист Кубка КОНМЕБОЛ (2): 1993, 1994
- Победитель Кубка Америки (2): 1987, 1995
- Лучший бомбардир чемпионата Уругвая (1): 1997

В качестве тренера
- Чемпион Перу (1): 2017